# Аппенцелль (кантон)
47°20′46″ пн. ш. 9°20′31″ сх. д. / 47.346111111111° пн. ш. 9.3419444444444° сх. д.
Аппенцелль (нім. Kanton Appenzell) — історичний кантон у Північно-Східній Швейцарії, оточений з усіх боків кантоном Санкт-Галлен. Член Швейцарської конфедерації з 17 грудня 1513 року.

## Історія
Село Аппенцелль, від якого походить назва кантону, вперше згадується 1071 року як Аббацелла (Abbacella), потім Абтенцелле (Abtenzelle), що означає «притулок абата», маючи на увазі другу резиденцію абата монастиря Святого Галла.
У 1166 році абат Санкт-Галлену передав володіння та вищу юрисдикцію Рудольфу фон Пфуллендорфу. Той заповів його імператору Фрідріхові Барбароссі у 1180 році, що зробило територію королівським доменом. Кілька її частин (Троген, Герізау і Райнек) були відокремлені й утворили невелике володіння. Абат викупив володіння в 1344—1345 роках.
Гноблені монастирями горяни Аппенцеллю на початку XV століття підняли повстання; перемогами мешканців селища Шпайхер біля Фогелінзеггу (1403 рік), біля Штоссу та на Вольфсгальде (1405 рік) вони відвоювали собі незалежність і 1452 року об'єдналися з сімома іншими кантонами. Остаточно ж його ухвалили до Старої конфедерації 1513 року.
Через незгоди, що виникли в епоху Реформації, 8 вересня 1597 року третейський суд розділив Аппенцелль на два напівкантони за ро́дами: Аппенцелль-Іннерроден (католицькі «внутрішні» роди) і Аппенцелль-Ауссерроден (протестантські «зовнішні» роди).